# Tlogomulyo (Kertek)
Tlogomulyo is een bestuurslaag in het regentschap Wonosobo van de provincie Midden-Java, Indonesië. Tlogomulyo telt 1634 inwoners (volkstelling 2010).